# مقاطعة كاس (تكساس)
مقاطعة كاس (بالإنجليزية: Cass  County)‏ هي إحدى المقاطعات في ولاية تكساس، الولايات المتحدة الأمريكية.

## أعلام
- دون بافورد
- ماري آدامز